# Resolutie 131 Veiligheidsraad Verenigde Naties
Resolutie 131 van de Veiligheidsraad van de Verenigde Naties was de laatste VN-Veiligheidsraadresolutie in 1958. De resolutie werd aangenomen met tien stemmen voor en één onthouding (Frankrijk), en beval Guinee aan voor VN-lidmaatschap.

## Inhoud
De Veiligheidsraad had de aanvraag van de Republiek Guinee voor lidmaatschap van de Verenigde Naties bestudeerd, en beval de Algemene Vergadering aan om de Republiek Guinee het VN-lidmaatschap toe te kennen.

## Verwante resoluties
- Resolutie 124 Veiligheidsraad Verenigde Naties (Ghana)
- Resolutie 125 Veiligheidsraad Verenigde Naties (Malakka)
- Resolutie 133 Veiligheidsraad Verenigde Naties (Kameroen)
- Resolutie 136 Veiligheidsraad Verenigde Naties (Togo)

Lijst ·  127 ·  128 ·  129 ·  130 ·  131